# Echinuria
Echinuria ist eine Gattung der Rollschwänze mit 12 Arten. Sie sind Parasiten im Muskelmagen von Vögeln.

## Merkmale
Echinuria hat die Merkmale der Acuariinae. Die strangartigen Ornamentierungen der Kopf-Kutikula (Cordons) sind bauchwärts verlagert, so dass die Deiriden rückenseitig dieser Stränge liegen.

## Systematik
Das Interim Register of Marine and Nonmarine Genera listet folgende Arten:
- Echinuria australis Clark, 1979
- Echinuria borealis Mawson, 1956
- Echinuria cincli Yamaguti, 1935
- Echinuria heterobrachiata Wehr
- Echinuria hypognatha Wehr, 1937
- Echinuria jugadornata Soloviev, 1912
- Echinuria minor Sandground, 1937
- Echinuria pamirica Ryjikov & Borgarenko, 1965
- Echinuria parva Cram, 1928
- Echinuria phoenicopteri Seurat, 1919
- Echinuria skrjabinnensis Efimov, 1949
- Echinuria uncinata (Rudolphi, 1819)

Synonym ist Hamannia , Henry & Sisoff, 1912.